# Élection présidentielle libérienne de 1867
L'élection présidentielle libérienne se déroule en mai 1867. James Spriggs Payne, du parti républicain, est élu face au candidat du parti de l'opposition, Edward James Roye.

## Résultat
James Spriggs Payne, candidat du parti républicain, est élu face au candidat de l'opposition Edward James Roye, futur fondateur du True Whig party. Payne succède au président Daniel Bashiel Warner en janvier 1868.